# Stolnica Naše ljube gospe, München
Stolnica Naše ljube gospe ali Frauenkirche (polno ime v nemščini Dom zu Unserer Lieben Frau) je cerkev v bavarskem mestu München, ki služi kot stolnica nadškofije München in Freising ter sedež njenega nadškofa. Velja za simbol bavarskega glavnega mesta. Čeprav se na svoji spletni strani in naslovu imenuje Münchner Dom (Münchenska stolnica), jo domačini vedno imenujejo Frauenkirche.
Cerkvena stolpa sta daleč vidna zaradi lokalnih stavbnih višin. Po izidu lokalnega plebiscita mestna uprava v središču mesta prepoveduje zgradbe, katerih višina presega 99 m. Od novembra 2004 je bila ta prepoved začasno podaljšana navzven in zato v mestu ni mogoče zgraditi nobene stavbe nad omenjeno višino. Južni stolp, ki je običajno odprt za tiste, ki se želijo vzpenjati po stopnicah, bo ob dokončani prenovi ponujal edinstven pogled na München in bližnje Alpe. 

## Zgodovina
Tik ob prvem mestnem obroču obzidja je bila v 12. stoletju zgrajena romanska cerkev, ki je zamenjala nekdanjo pozno romansko stavbo in služila kot druga mestna župnija po cerkvi Alter Peter (stolp z vzdevkom »stari Peter«), ki je najstarejša. Sedanja poznogotska konstrukcija je nadomestila to starejšo cerkev in jo je v 15. stoletju naročil vojvoda Sigismund Bavarski in prebivalci Münchna.
Stolnico je v samo 20 letih postavil Jörg von Halsbach. Zaradi finančnih razlogov in pomanjkanja bližnje kamnite jame je bila za gradbeni material izbrana opeka. Gradnja se je začela leta 1468 . Ker so bili gotovinski viri izčrpani leta 1479, je papež Sikst IV. priznal odpustke.
Dva stolpa (severni stolp 98,57 m, južni stolp 0,12 m manj) sta bila dokončana leta 1488, cerkev pa je bila posvečena leta 1494. Vendar pa zaradi pomanjkanja sredstev načrtovana visoka, prevotljena zvonika, značilnost za gotski slog, nista bila zgrajena in stolpa sta ostala nedokončana do leta 1525. Hartmann Schedel je v svoji znameniti Nürnberški kroniki natisnil pogled na München, vključno z nepokritima stolpoma. Ker pa je deževnica redno prodirala v začasne strehe v stropu stolpa, je bila sprejeta odločitev, da se jih dokonča v cenovno ugodni obliki. Tako je stavba dobila svoji slavni kupoli na vsakem stolpu, cerkev pa je postala tako nespremenjen mejnik nad mestom. Njihova zasnova je bila zasnovana na Kupoli na skali v Jeruzalemu, ki se je spogledovala s pozno bizantinsko arhitekturo in se je v tistem času lažno štela za Solomonov originalni tempelj. 
Stavba ima prostornino približno 200.000 m³.  Naj bi imela zmogljivost sprejeti 20.000 ljudi. (Cerkvene klopi za navadne ljudi so bile kasnejša predstavitev) To je za mesto kar izjemno, saj je imela poleg te še drugo (prvo) župnijsko cerkev konec 15. stoletja in za cerkev, ki je bila postavljena da bi služila le skromni (in drugi) mestni župniji, ki zgolj dopolnjuje prejšnjo, sedaj bistveno manjšo stavbo.
Stolnica je utrpela hudo škodo med drugo svetovno vojno zaradi zračnih napadov zavezniških sil v zadnjih fazah vojne - streha se je porušila, eden od stolpov je utrpel hude poškodbe in levji delež izjemno dragocene notranjosti iz vseh stoletij, odkar je bila ustanovljena župnija, je bila izgubljena bodisi zaradi bombnih napadov bodisi zaradi njihovih posledic, ko je bilo treba odstraniti tone ruševin.
Večja obnovitvena prizadevanja so se začela po vojni in so se izvajala v več fazah, od katerih se je zadnja končala leta 1994 .

## Arhitektura
Frauenkirche je bila zgrajena iz rdeče opeke v poznem gotskem slogu v samo 20 letih. Stavba je zasnovana zelo jasno, brez bogatih gotskih okraskov in z oporniki, ki so jih skrili v notranjosti. To, skupaj s posebno zasnovo obeh stolpov, je konstrukcija, vseeno mogočna, ki je videti še bolj ogromna in ji daje skoraj moderno podobo po načelu »manj je več«.
Poznogotska opečna zgradba s kapelami, ki obkrožajo apsido, je dolga 109 metrov, široka 40 metrov in visoka 37 metrov. V nasprotju z razširjeno legendo, ki pravi, da sta dva stolpa z značilnimi kupolami različna po višini za en meter, sta skoraj enaka: severni stolp je 98,57 metra, medtem ko je južni stolp le 98,45 metra, 12 centimetrov manj. Prvotna zasnova je zahtevala poudarjene zvonike, da bi jih  postavili na vrh stolpov, podobno kot Kölnska stolnica, vendar jih zaradi pomanjkanja denarja niso nikoli zgradili. Namesto tega sta bili v renesansi zgrajeni dve kupoli in se ne ujemata z arhitekturnim slogom stavbe, vendar sta postali posebnost v Münchnu. Z zaprtim prostorom okoli 200.000 m³, s 150.000 m³ do višine oboka, je druga med največjimi cerkvenimi dvoranami na splošno in druga med največjimi opečnatimi cerkvami severno od Alp (za cerkvijo sv. Marije v Gdansku) .

## Notranjost
V stolnici redno poteka katoliška maša, saj še vedno služi kot župnijska cerkev.
Je največja dvoranska cerkev v Nemčiji. Notranjost kljub svoji velikosti ne šokira. Dvorana je razdeljena na 3 dele (glavna ladja in dve stranski enake višine (31 metrov) z dvojno vrsto 22 stebrov (11 na obeh straneh, 22 metrov visokih), ki pomagajo deliti prostor. Prostori so obsežni, vendar so zaradi svoje impresivne višine in razmerja med višino in širino zgradbe videti precej majhni. Loke je zasnoval Heinrich von Straubing.
Z glavnega portala se zdi, da se vidi samo na vrste stebrov brez oken in prosojnih "sten" med oboki, skozi katere se zdi, da sije svetloba. Prostorski učinek cerkve je povezan z legendo o odtisu v kvadratni ploščici ob vhodu v ladjo, tako imenovanem »hudičevem stopalu«.
Bogato zbirko umetniških del iz 14. do 18. stoletja uglednih umetnikov, kot so Peter Candid, Erasmus Grasser, Jan Polack, Hans Leinberger, Hans Krumpper in Ignaz Günther, od zadnje obnove ponovno krasijo notranjost stolnice . Glavne znamenitosti so gotska ladja, več gotskih steklenih oken, nekatera so bila izdelana za prejšnjo cerkev in grobni spomenik Ludvika IV.. Za dnevne korne molitve je Erasmus Grasser ustvaril v letih 1495-1502 korne klopi z doprsnimi kipi apostolov in prerokov ter majhnimi kipi, ki so preživeli spremembe baročnega obdobja in gotskega preporoda, toda zgoreli v drugi svetovni vojni, le figure so bile preseljene in ohranjene. Frauenkirche ima zato še vedno največji ohranjen značaj pozne gotike v Nemčiji. Optični konec svetišča oblikuje na stebru kip svete Marije, Antona Boosa, ki ga je izdelal leta 1780 za abat-voix – akustični nadstrešek nekdanje prižnice. Nekdanja oltarna slika, ki jo je dokončal Peter Candid leta 1620, je bila premaknjena na severni vhod v zakristijo in prikazuje Marijino vnebovzetje.

### Teufelstrittali hudičevo stopinja in večni veter
Velik del notranjosti je bil uničen med drugo svetovno vojno. Privlačnost, ki je preživela, je Teufelstritt ali Hudičeva stopinja na vhodu. To je črna oznaka, ki spominja na odtis, ki je po legendi stal tam, kjer je hudič stal, ko je radovedno gledal in zasmehoval cerkev brez oken, ki jo je zgradil Halsbach. (V baročnih časih bi glavni oltar zakril edino okno na koncu cerkve, ki ga lahko opazimo, ko stojimo v preddverju.)
V drugi verziji legende se je hudič dogovoril z graditeljem, da bi financiral gradnjo cerkve pod pogojem, da ne vsebuje oken. Pameten graditelj je prevaral hudiča s postavitvijo stebrov tako, da okna niso bila vidna z mesta, kjer je hudič stal v preddverju. Ko je hudič odkril, da je bil prevaran, ni mogel vstopiti v že posvečeno cerkev. Hudič je lahko stati samo v preddverju in jezno stopil, kar je pustilo temen odtis, ki je še danes viden na vhodu cerkve.
Legenda prav tako pravi, da se je hudič vrgel ven in pokazal svoj zlobni duh v vetru, ki besno divja okoli cerkve. 
Druga različica tega dela legende pravi, da je hudič prišel jahajoč na vetru, da bi videl cerkev v gradnji. Potem ko je popolnoma izgubil živce, je odletel in pozabil veter, ki bo še naprej udarjal v cerkev do dneva, ko se bo hudič vrnil in ga odnesel.

## Grobnice
V kripti so grobnice nadškofov Münchna in Freisinga ter med njimi tudi člani rodbine Wittelsbach:
- Ludvik IV., sveti rimski cesar, (reg. 1294-1347)
- vojvoda Ludvik V. Bavarski (reg. 1347-1361)
- vojvoda Štefan II. Bavarski, (reg. 1347-1375)
- vojvoda Janeza II. Bavarski (reg. 1375-1397);
- vojvoda Ernest Bavarski, (uredba 1397-1438)
- vojvoda Viljem III. Bavarski, (uredba 1397-1435)
- vojvoda Adolf Bavarski (reg. 1435-1441)
- vojvoda Sigismund Bavarski, (reg. 1460-1467)
- vojvoda Albert IV. Bavarski (reg. 1467-1508)
- vojvoda William IV. Bavarski (reg. 1508–1550)
- vojvoda Albert V. Bavarski (reg. 1550-1579)
- kralj Ludvik III. Bavarski, (reg. 1912-1918

## Zvonovi
Oba stolpa imata deset zvonov ulitih v 14., 15., 17. in 21. stoletju. Njihova kombinacija je edinstvena in neprimerljiva v Evropi. Največji zvon, imenovan Susanna ali Salveglocke, je eden največjih bavarskih zvonov. Leta 1490 ga je ulil Hans Ernst po naročilu Albrechta IV. 

## Drugo
V severnem stolpu v Münchnu Frauenkirche je od sredine 1980-ih radio relejna postaja nemške zunanje obveščevalne službe in druga tajna služba .